# Slatni pjasazi

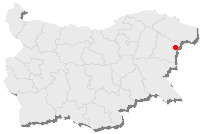
Slatni Pjasazi – Bulgarien

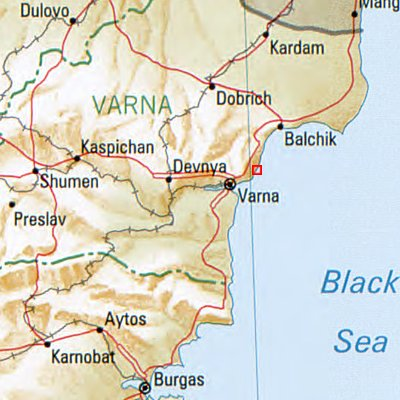
Slatni Pjasazi (rotes Viereck) – Bulgarien – Nachbarorte: Warna, Baltschik, Dobritsch, Dewnja

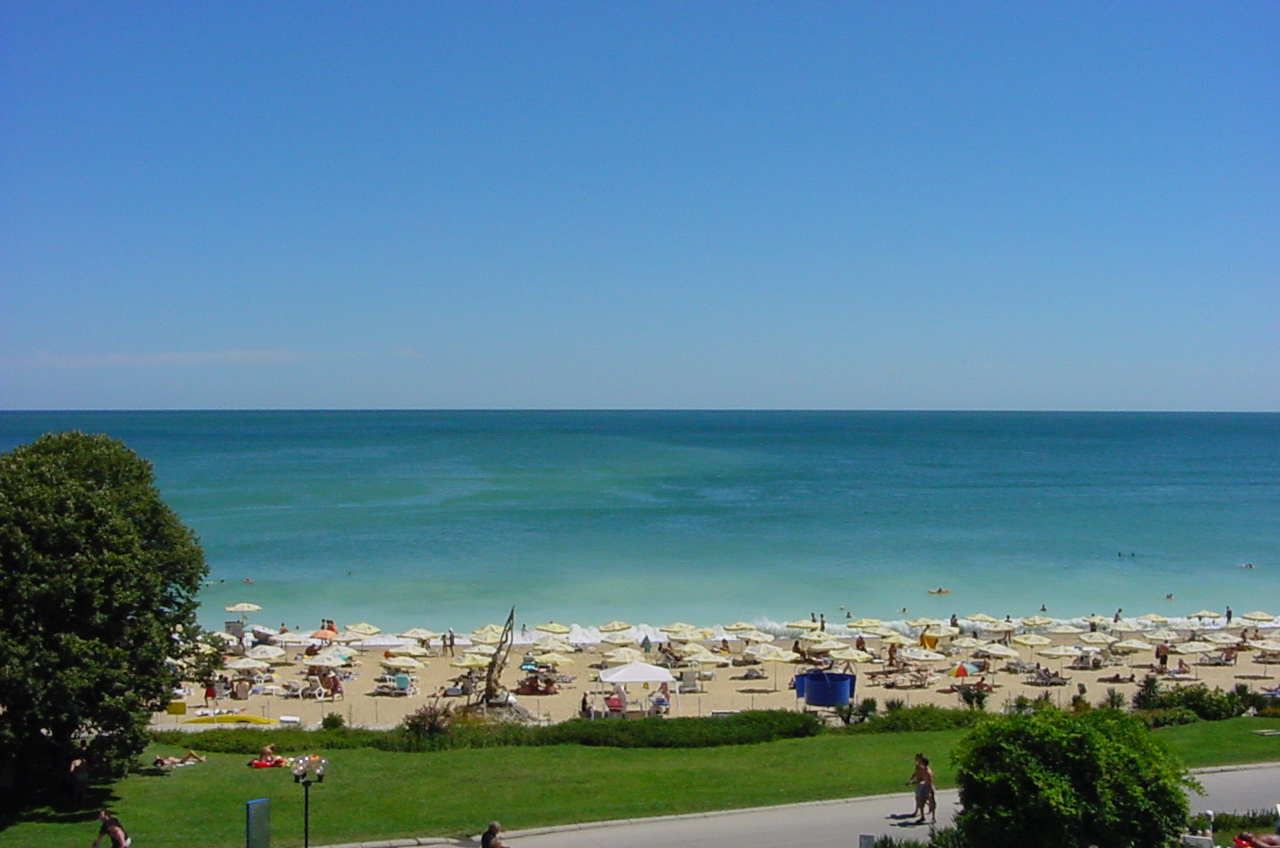
Goldstrand Bulgarien

Slatni pjasazi (bulgarisch Златни пясъци [ˈzɫatni ˈpjasɐtsi], deutsch Goldstrand, wörtlich eigentlich „Goldene Sande“; in Bulgarien oft auch nur Slatni genannt) ist ein Strand am Schwarzen Meer 16 km nordöstlich der Stadt Warna, Bulgarien, sowie der Name einer Touristenstadt am gleichnamigen Strand. In den letzten Jahren ist der Goldstrand für seinen von überwiegend deutschen Besuchern geprägten Partytourismus bekannt geworden.

## Strand
Der Goldstrand ist 3,5 km lang und an manchen Stellen bis zu 100 m breit. Der Name ist wahrscheinlich auf den goldschimmernden, feinkörnigen Sand zurückzuführen, welcher aus zermahlenen Muschelgehäusen entsteht. Anders als beim südlicher gelegenen Sonnenstrand ist der Name des Strandes keine Bezeichnung der Tourismusindustrie, sondern war schon vor Jahrhunderten üblich.

## Ort
1956 wurde das erste Hotel des Ferienorts eröffnet. Deutsche Bürger aus der DDR und Westdeutschland fingen wenig später an, dort Urlaub zu machen.
An den Promenaden des Goldstrands reihen sich über 70 große Hotels, viele Supermärkte und Restaurants aneinander. Die bewaldeten Hänge des 1300 Hektar großen gleichnamigen Naturparks Slatni pjasazi reichen bis in Strandnähe und sorgen im Sommer für Kühlung. Am Abhang liegt auch das Höhlenkloster Aladscha.
Mit Ausnahme einer kleinen orthodoxen Kapelle findet sich keinerlei nicht-touristische Bebauung. Die Angestellten der Einrichtungen wohnen fast alle außerhalb des Ortes.
Die Hauptsaison in Goldstrand ist von Juni bis August und die Badesaison von Mitte Mai bis Mitte Oktober. Am Strand sind auch einige Luxusapartmenthäuser entstanden. Dadurch will Goldstrand ein ganzjähriges Bewohnen der Stadt anbieten.

## Partytourismus

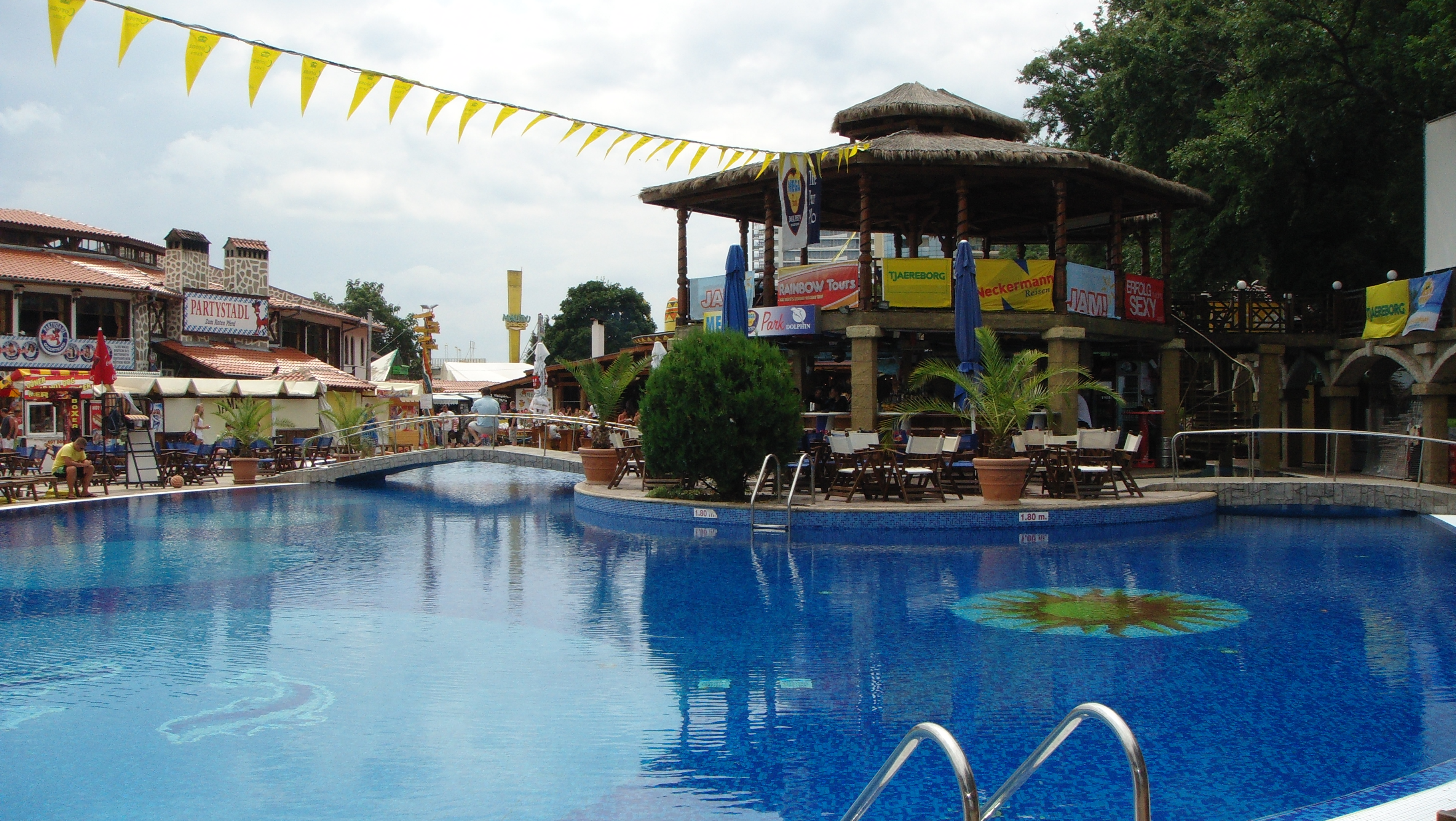
„Mega Party Park“ mit „Partystadl Zum Roten Pferd“

Seit einigen Jahren wird der Goldstrand auch als der „Ballermann am Balkan“ bezeichnet, weil man hier mehr als zehn Diskotheken vorfindet und Partyschlager-Stars wie Jürgen Drews, Mickie Krause, Markus Becker und Ikke Hüftgold hier regelmäßig im Sommer auftreten. Im Zentrum des Goldstrandes befindet sich seit 2004 die größte Partymeile Bulgariens. Die Namen einiger Diskotheken wurden aus Palma de Mallorca importiert. Es gibt am Goldstrand einen „Bierkönig Bulgaria“, einen „Dolphin Mega-Park“ und eine „Ballerman 6 Beach Bar“. Ikke Hüftgold ließ sich den Namen „Bulle Alarm“ (in Anlehnung an „Malle“) als Marke schützen.

## Nachahmungen deutscher Supermarktketten

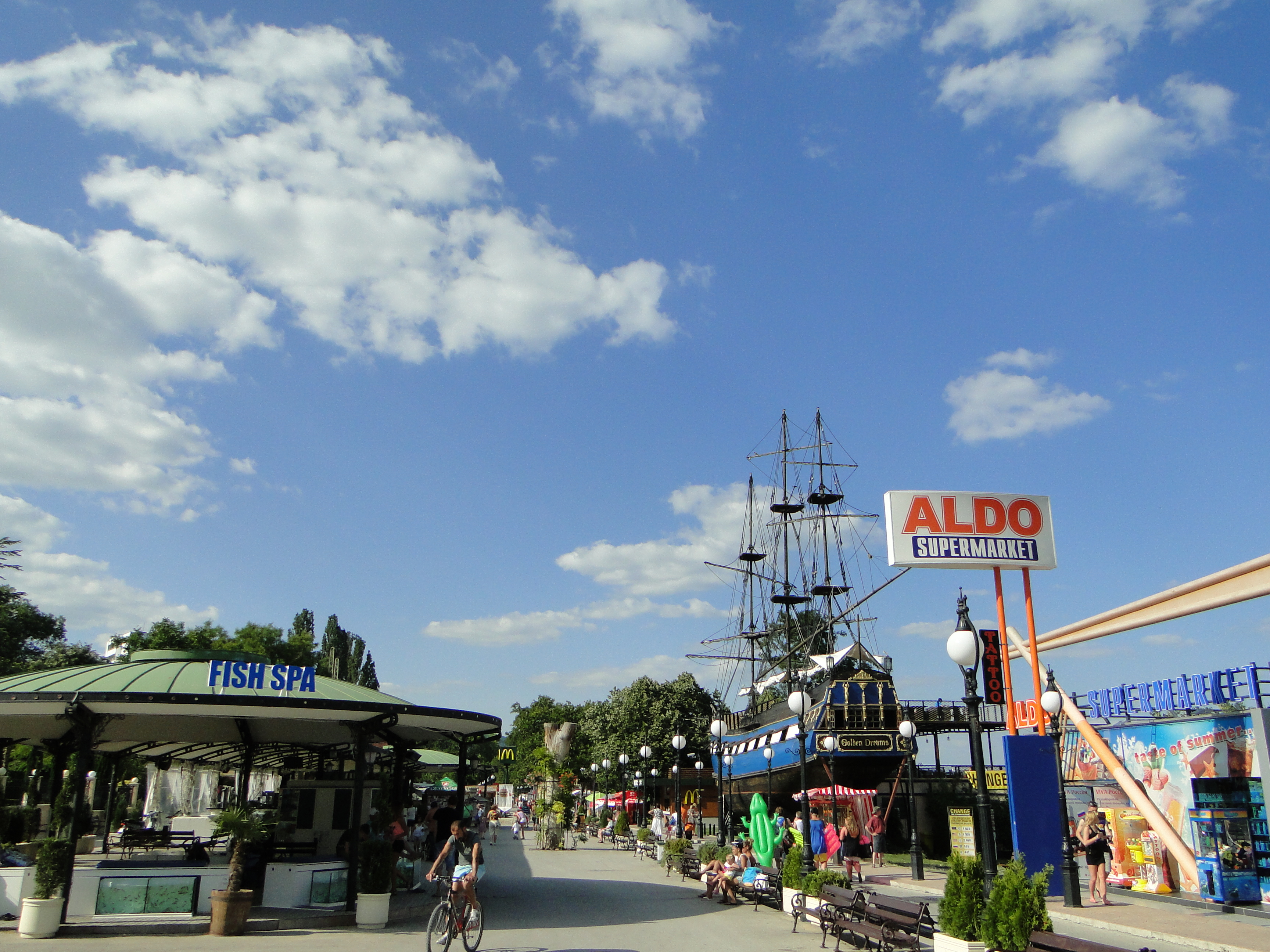
„Aldo“-Supermarkt (2013)

Am Goldstrand sind zahlreiche Geschäfte vorhanden, die eine Mischung aus Läden und Wochenmarkt sind. Eine Ladenkette mit gleich vier Filialen in Goldstrand sind die Aldi-Märkte, die aber bis auf den Namen und das Logo nichts mit den deutschen Aldi-Märkten gemein haben. Auch sonst gibt es viele Nachahmungen von deutschen Supermarktketten wie Spar (Sparm), Lidl (Lidi), Penny (Renny, mit dem Slogan Mehr fürs Geld), Kaufland (Kaufenland) und Aldi in einer weiteren Verballhornung, Aldo.

## Sonstiges
Der Goldstrand ist von Albena, einer weiteren Touristenstadt, sieben Kilometer entfernt. Acht Kilometer südlich liegt das Strandbad St. Konstantin und Elena.

## Bauwerke

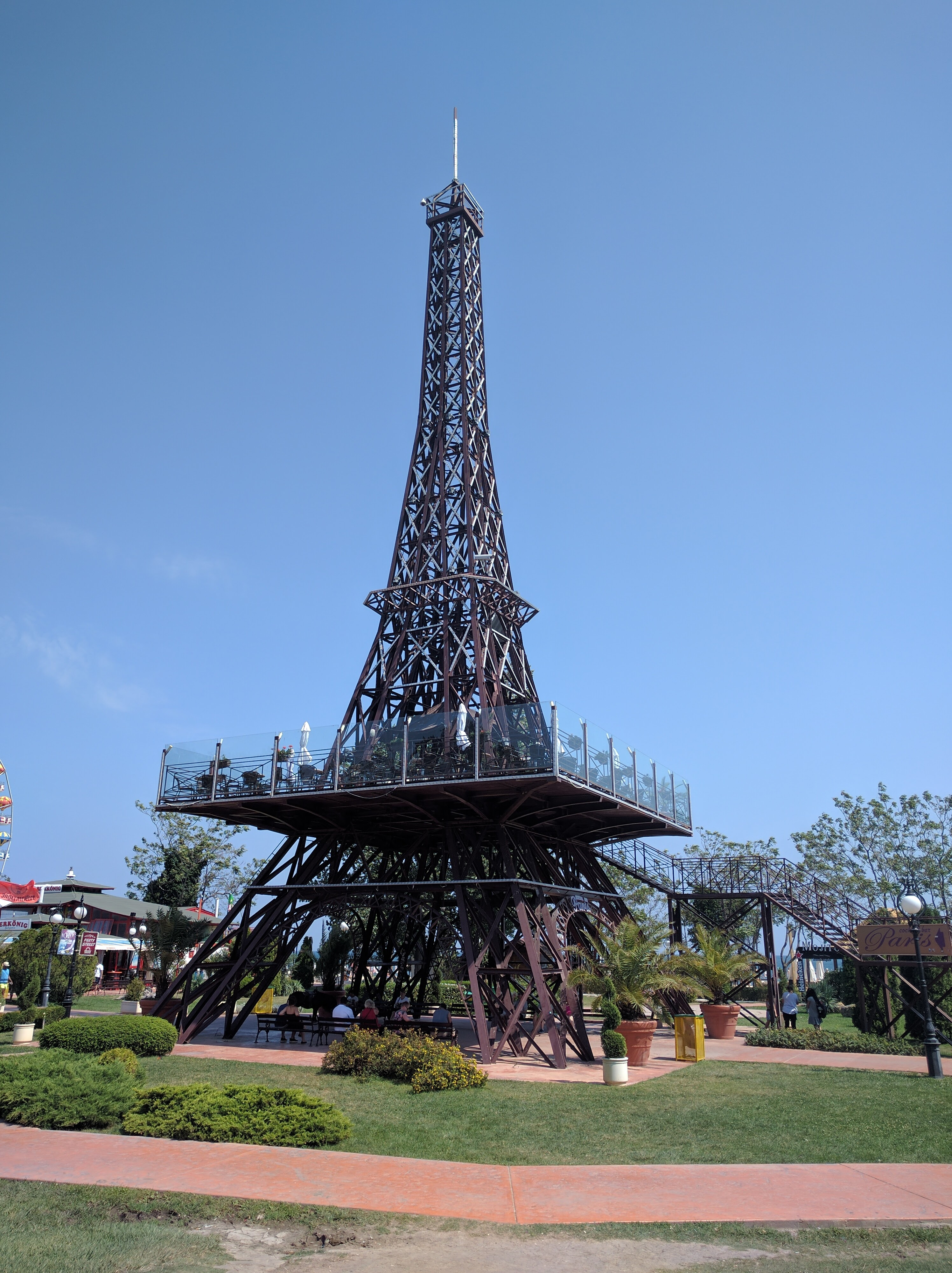
Eiffelturm-Nachbildung in Goldstrand

2007 wurde im Zentrum für 30 Millionen Lewa ein Aussichtsturm mit Turmrestaurant errichtet, der einen Nachbau des Eiffelturms im Maßstab 1:10 darstellt.